# Бутусов, Юрий Евгеньевич
Ю́рий Евге́ньевич Буту́сов (укр. Юрій Євгенович Бутусов; род. 17 июня 1976, Киев) — украинский журналист. Главный редактор сайта «Цензор.нет», обозреватель «Зеркала недели». Советник Министра обороны Украины (2020—2021). В 2014—2015 годах — член Конкурсной комиссии по избранию директора Национального антикоррупционного бюро Украины.

## Биография
Родился в Киеве 17 июня 1976 года.
Окончил Институт международных отношений Киевского национального университета имени Тараса Шевченко, специальность — международное право.
- 2000 — работа в «Киевских ведомостях».
- 2003 — начало работы в «Зеркале недели».
- 2005 — написание сценария для фильма «Оранжевое небо».
- 2007 — возглавил информационный холдинг Социалистической партии Украины, куда кроме интернет-сайта «Цензор.нет» вошла также газета «Товарищ».
- 2008 — продюсирование фильма «Иллюзия страха» по повести Александра Турчинова.
- Автор серии очерков о смене власти на Украине в феврале 2014 года[1].

В 2014—2015 годах — член Конкурсной комиссии, в полномочия которой входит выдвижение кандидатур на должность директора Национального антикоррупционного бюро Украины. Назначен по квоте Кабинета министров Украины.
В 2016 году — член конкурсной комиссии по избранию директора Национального агентства по вопросам выявления, розыска и управления активами, полученными от коррупционных преступлений (по квоте НАБУ).
Юрий Бутусов пишет о внутриполитической обстановке на Украине: самых громких скандалах, коррупционных сделках в «Укроборонпроме», подкупе избирателей, проблемах предвыборного процесса и программы, плюсах и минусах кандидатов на различные государственные должности, а также о войне в Донбассе.
В 2020 году был назначен советником Министра обороны Украины. Проработав на должности несколько месяцев, был отправлен в отставку. После ухода с должности Бутусов сообщил что проблемы армии не анализируются и подменяются показухой, а глава Минобороны не реагирует «даже на те элементарные проблемы, о которых публично заявляет комитет по обороне ВР, такие как питание, постройка арсеналов, Гособоронзаказ, кризисное положение с боеприпасами».
Бутусов уделяет значительное внимание войне в Донбассе. Статьи и авторские материалы имеют различные форматы: новости и сводки с фронта, истории отдельных солдат и их судеб, скандалы по материальному обеспечению и оснащению войск.
В 2022—2023 годах — член конкурсной комиссии по избранию главы Национального агентства по вопросам выявления, розыска и управления активами, полученными от коррупционных преступлений.

## Награды и отличия
- Премия «Человек года-2014» в номинации «Интернет-медиа года»[9][10].

### Интервью
- Валентина Балабанова. «Відвойоване зброєю повернемо тільки зброєю». Юрій Бутусов :: Інтерв’ю (укр.). Школа журналістики УКУ (11 октября 2015). Дата обращения: 17 сентября 2019. Архивировано из оригинала 23 июня 2019 года.
- Любовь Базив. Юрій Бутусов, журналіст, військовий експерт, блогер. Точку неповернення ми пройшли ще в 2014 році – відкату назад не буде (укр.). «Укрінформ» (19 июня 2019). Дата обращения: 17 сентября 2019.